# 長野市市歌
「長野市市歌」（ながのししか）は、長野県の県庁所在地である長野市が制定した市歌。作詞・戸枝ひろし、補作・寺山修司、作曲・米山正夫。
1952年（昭和27年）に信越放送の開局を記念して同局の設立母体となった信濃毎日新聞が選定し、長野市に寄贈した「長野市市歌」（作詞：端久雄、補作：西條八十、作曲：堀内敬三）とは同名異曲である。

## 解説
1897年（明治30年）に上水内郡長野町が単独で市制施行して発足をみた（旧）長野市では市制祝歌が作成され、昭和初期まではこの祝歌の原詞において「人口参万家六千」とあった部分を市勢の拡大に合わせ、適宜改訂しながら市歌として歌われていたとされる。
戦後になり、1952年（昭和27年）に信濃毎日新聞（信毎）が長野市、松本市、上田市、飯田市、諏訪市および新潟県高田市（現在の上越市）に信越放送の開局記念事業として市歌を選定・寄贈したが、この時に長野市が寄贈を受けた「長野市市歌」については『長野市史』に記述が見当たらない。
信毎が「長野市市歌」を寄贈してから5年後の1957年（昭和32年）4月には、市制60周年を記念して新「長野市歌」が制定された。この新「長野市歌」は1966年（昭和41年）10月16日に篠ノ井市他との新設合併により（新）長野市が発足したことにより10年足らずで失効・廃止となり、合併記念事業として「新しい長野市を象徴する」ことを制定意義に掲げた市歌の懸賞募集が実施される。入選者の戸枝ひろしは伊那市在住の詩人で、代表作に島倉千代子「恋の蛇の目傘」などがある。歌詞では合併による市域拡大を「大長野市」と表現しており、制定直後は前市歌との区別の意味から「大長野市歌」と呼ばれることもあった。長野市役所では市歌の演奏機会について「市表彰式や成人式といった式典などで歌われる」としている。
長野市は平成の大合併において近隣の2町4村を編入合併し、さらに市域を拡大しているが合併協議会において市町村歌は「長野市の制度に統一する」と取り決められたため「長野市市歌」が継続使用されることになった。2005年（平成17年）に編入された上水内郡豊野町、戸隠村、鬼無里村および更級郡大岡村はいずれも町村歌を制定していなかったが、2010年（平成22年）に編入された上水内郡信州新町と中条村ではそれぞれ町歌「ふるさと新町」と村歌「ふれあいの里」が制定されており、合併後はこの2曲を「地域の歌」として存続させる旨の申し合わせが行われている。